# Orfes
Orfes es una entidad de población española del municipio de Vilademúls, perteneciente a la provincia de Gerona, en la comunidad autónoma de Cataluña.

## Toponimia
El lugar puede aparecer referido como «Orfes» y «Orfans».

## Geografía
El lugar está bañado por las aguas del río Fluviá.

## Historia
Hacia mediados del siglo XIX, el lugar, ya por entonces perteneciente a Vilademúls, tenía contabilizada una población de 157 habitantes. Aparece descrito en el duodécimo volumen del Diccionario geográfico-estadístico-histórico de España y sus posesiones de Ultramar de Pascual Madoz con las siguientes palabras:

ORFANS: l. en la prov., part. jud. y dióc. de Gerona (3 leg.), aud. terr., c. g. de Barcelona (23), ayunt. de Vilademuls (3/4): sit. á la falda de una colina, en forma de anfiteatro, y próximo á la márg. der. del Fluviá; su clima es templado y sano, aunque le combaten con frecuencia los vientos del N., y las enfermedades comunes son pulmonías y fiebres intermitentes. Tiene 50 casas, una igl. parr. (Sta. Maria), servida por un cura de ingreso, de provision real y ordinaria; una capilla dedicada á San Roque, y un cementerio. El térm. confina N. Vilert; E. el r. Fluviá; S. Parets de Ampurdá, y O. Olles. El terreno es de secano y árido; la parte montuosa se halla poblada de pinos, encinas, robles y mata baja; discurren por él, el citado r., y el arroyo Remirol, cuyas aguas se utilizan para el riego de los huertos, y dan impulso á un molino de harina. Los caminos son locales. El correo se recibe de Bascara. prod.: trigo, legumbres, vino, aceite y hortalizas; cria caza de perdices, conejos y liebres, y pesca de barbos y anguilas en el r. pobl.: 30 vec., 157 alm. cap. prod.: 2.553,600. imp.: 63,840.
(Madoz, 1849, pp. 341-342)

En 2022, la entidad singular de población tenía empadronados 104 habitantes y el núcleo de población, 63.